# Daniela Magálová
Daniela Magálová (Daniela Alexandra Magal) (* 31. srpna 1966 Stará Turá, Československo) je slovenská zpěvačka, moderátorka a herečka.

## Život
V letech 1980 až 1986 studovala bratislavskou konzervatoř, obor zpěv a klavír. Studia zakončila maturitou a diplomovou prací.
V Česku žije od roku 1989 s pětiletou přestávkou v letech 2000–2005, kdy žila na Slovensku. V té době studovala v Prievidzi hotelovou školu. Poté se vrátila do České republiky. Pracovala na pozici obchodní manažerky pro firmy Nestlé, Dr. Oetker a Vorwerk Zlín, kde byla současně lektorkou firmy.
Od šestého ročníku konzervatoře spolupracuje s dechovou kapelou Moravanka Jana Slabáka jako profesionální zpěvačka.
Byla dvakrát vdaná, z prvního manželství má syna Vladimíra, který studuje hudbu. Daniela Magálová nyní žije v Brně se svým partnerem.
V roce 2010 neúspěšně kandidovala ve volebním obvodě Brno-město do Senátu za Stranu práv občanů (Zemanovci) a do zastupitelstva města Brna.
Od roku 2019 -2025 působila jako moderátorka v teamu lidové televizní stanice Šláger TV.

## Diskografie a bibliografie

### 1985–1989
Se skupinou Moravanka Jana Slabáka nazpívala:
- Veselé vánoční hody (LP, 1985)
- Die größten Erfolge (LP, 1985)
- Instrumentální galakoncert (LP, 1986)
- To nejlepší – Moravanka 1975–1985 (MC a CD, 1989)
- Moravanka (SP, 1989)

### 1990–1999
- Morava krásná zem (LP, MC a CD, 1990)
- Lanžhočanú doma není (LP, MC a CD, 1991)
- Padesátka – J. Slabák a Moravanka (MC a CD, 1991)
- Aus Böhmen kommt die Moravanka (MC a CD, 1991)
- Napijme se na zdraví (MC a CD, 1992)
- Písničky, které udělaly Moravanku 1 (MC a CD, 1992)
- Dvacátá – Moravanka Jana Slabáka (MC a CD, 1992)
- Moravanka op zijn best (MC a CD, 1993)
- Moravanka na Slovensku (MC a CD, 1993)
- Hody a dožínky s Moravankou (MC a CD, 1993)
- Die Moravanka ihren Fans (CD, 1993)
- Morava – krásná zem (VHS, 1993)
- 10× Karel Vacek, 9× Jan Slabák (MC a CD, 1994)
- Moravanka spielt mit Karel Vacek (MC a CD, 1994)
- Moravanka hraje J. Poncar, J. Vejvoda (MC a CD, 1995)
- S Moravankou jinak (MC a CD, 1995)
- Vánoční koledy (MC a CD, 1995)
- Esa české dechovky (VHS, 1995)
- Classic & swing (CD, 1996)
- 25 let Moravanky (MC a CD, 1996)
- Pod májú (MC a CD, 1997)
- Doma je doma (VHS, 1997)
- Moravanka „Die schönsten instrumental Hits der Volksmusik“ (CD, 1997)
- Písničky, které udělaly Moravanku 2 (MC a CD, 1998)
- Písničky, které udělaly Moravanku 3 (MC a CD, 1999)
- Je to nádherný (MC a CD, 1999)
- Zlatá Moravanka (MC a CD, 1999)
- Hity Moravanky (MC a CD, 1999)

### 2000–2023
- Moravanka Instrumental Blasmusikträume (MC a CD, 2000)
- 30 let Moravanky Ach jó! – Ach né! (MC a CD, 2001)
- Moravská láska (MC a CD, 2001)
- 30 let Moravanky (VHS, 2003)
- 30 let Moravanky (DVD, 2003)
- Písničky z archivu (MC a CD, 2005)
- Písničky z mládí (MC a CD, 2005)
- Co rok to minuta (MC a CD, 2006)
- Můj osud je Moravanka (kniha, 2007)
- Ozvěny tradic (CD, 2007) – první sólové album
- Moravanka super hity 1–4 (CD, 2008)
- Nejkrásnější písničky od A do Z 1–7 (CD a DVD, 2008)
- Ozvěny Vánoc (CD, 2009)
- Ozvěny tradic 2 (CD, 2014)
- Ozvěny Evergrrenů (CD,DVD,2023)